# 石田好伸の就活おたすけマン 情熱リーダーズ
『石田好伸の就活おたすけマン 情熱リーダーズ』（いしだよしのぶのしゅうかつおたすけマン じょうねつリーダーズ）は、2025年4月6日から山陽放送テレビで放送されているトーク番組。

## 概要
岡山県・香川県内にある企業の関係者たちをゲストに招き、自分たちの会社が取り組んでいることやビジョンなどを聞き出している日曜朝の15分番組。地元の会社それぞれが持つ魅力を、就職活動中であるZ世代の若者たちに伝えることをコンセプトにしている。
ナビゲーターは、元RSK山陽放送アナウンサーの石田好伸が務めている。番組は、石田がその回で特集する会社のリーダー（情熱リーダー）から話を伺うインタビュー映像と、会社で働いている若手社員（情熱ルーキー）からの声を収めた映像を放送する。

## 放送リスト

### 2025年
| 放送回 | 放送日  | 内容                             | ゲスト     |  |
| 1      | 4月6日  | ちゅうぎんフィナンシャルグループ | 加藤貞則   |  |
| 2      | 4月20日 | 東中国スズキ自動車               | 吉村良太   |  |
| 3      | 4月27日 | オカネツ工業                     | 和田俊博   |  |
| 4      | 5月3日  | AKASE GROUP                      | 藤井幸治   |  |
| 5      | 5月10日 | セトラスホールディングス         | 木下幸治   |  |
| 6      | 5月17日 | 両備グループ                     | 松田敏之   |  |
| 7      | 5月25日 | アール・ケア                     | 井上裕奈   |  |
| 8      | 6月1日  | 岩水開発                         | 押川正裕   |  |
| 9      | 6月8日  | 院庄林業                         | 田原義彦   |  |
| 10     | 6月15日 | 綜合設計                         | 井上統一郎 |  |
| 11     | 6月22日 | フカイ                           | 竹内和博   |  |
| 12     | 6月29日 | 井上誠耕園                       | 井上智博   |  |
| 13     | 7月6日  | 平林金属                         | 平林実     |  |
| 14     | 7月13日 | 天満屋                           | 斎藤和好   |  |
| 15     | 7月20日 | 光南溶工                         | 山本誠     |  |
| 16     | 7月27日 | セリオ                           | 本郷旬     |  |

## ネット局と放送時間
| 放送期間       | 放送日時         | 放送局               | 対象地域       | 備考   |
| -------------- | ---------------- | -------------------- | -------------- | ------ |
| 2025年4月6日 - | 日曜 6:30 - 6:45 | 山陽放送テレビ (RSK) | 岡山県・香川県 | 製作局 |